# Đường Peano

3 vòng lặp tạo đường cong Peano, giới hạn của nhưng đường cong này là đường cong phủ kín mặt phẳng.

Trong giải tích toán học, một đường cong phủ kín không gian là một đường cong mà miền của nó chứa toàn bộ 2 chiều của một hình vuông đơn vị (hoặc tổng quát hơn là một khối n chiều). Vì Giuseppe Peano (1858–1932) là người đầu tiên khám phá ra một đường cong phủ kín không gian nên một đường cong nhưng thế trong mặt phẳng thường được gọi là đường cong Peano.